# Rodgersia
Genre
Classification phylogénétique
Rodgersia est un genre de plantes à fleurs vivaces de la famille des Saxifragaceae, originaire d'Extrême-Orient. Il a été baptisé ainsi en 1885 par le botaniste Asa Gray, en l'honneur de l'amiral américain John Rodgers (1812-1882) qui dirigea l'expédition américaine du Nord-Pacifique de 1852 à 1855, expédition au cours de laquelle le genre Rodgersia fut découvert.

## Espèces
Il existe cinq espèces reconnues en deux sections depuis la révision de Pan Jing-tang en 1994 :
1) Première section (Rodgersia) avec une seule espèce : Rodgersia podophylla A.Gray (Jiling et Kiaoning en Chine ; Japon et Corée)
2) Deuxième section (Sambucifolia) avec quatre espèces :
- Rodgersia aesculifolia Batalin (zones montagneuses du Yunnan en Chine, nord de la Birmanie)
  - Rodgersia aesculifolia Batalin var. aesculifolia
  - Rodgersia aesculifolia var. henrici (Franchet) C.Y.Wu ex J.T.Pan
- Rodgersia nepalensis Cope ex Culen (Himalaya oriental et sud du Tibet)
- Rodgersia pinnata Franch. (régions montagneuses du Yunnan, du Guizhou et du Sichuan)
  - Rodgersia pinnata var. pinnata
  - Rodgersia pinnata var. strigosa
- Rodgersia sambucifolia Hemsl. (zones montagneuses de Yalung en Chine)
  - Rodgersia sambucifolia var. estrigosa
  - Rodgersia sambucifolia var. sambucifolia

## Culture
Le genre Rodgersia est largement répandu dans les jardins européens de la zone tempérée avec de nombreux cultivars. Il fleurit au printemps avec de grandes inflorescences plumeuses. Il nécessite une terre humifère et riche à mi-ombre.